# Barranc del Balç
El barranc del Balç és un barranc de l'antic terme de Toralla i Serradell, pertanyent actualment al de Conca de Dalt. Discorre per territori del poble de Rivert.
Es forma al Serrat de la Rebollera, a 1.208 m. alt., al sud-est de l'Encreuament i a ponent del Turó de la Rebollera i del Pigal del Llamp, i davalla cap al sud-est, per anar a passar ran i pel sud del poble de Rivert. Just al sud-est del poble, s'aboca en el torrent de Vall poc abans que aquest entri a formar part del barranc de Rivert.
Discorre emmarcat pel Serrat de la Rebollera (nord-est] i pel Serrat del Gargallar (sud-oest), i al llarg del seu recorregut troba la Font del Cristall i, ja a prop de Rivert, la Font dels Malalts.